# Bosa de Iorque
Bosa (falecido em c. 705) foi um bispo anglo-saxão de Iorque durante o final do século VII e início do século VIII. Foi educado na Abadia de Whitby, onde se tornou monge. Após a remoção de Vilfredo de Iorque em 678, a diocese foi dividida em três, deixando uma bastante reduzida sé de Iorque, à qual Bosa foi nomeado bispo. Em 687, foi removido e substituído pelo seu antecessor, mas em 691, Vilfredo foi expulso novamente, fazendo com que Bosa retornasse à diocese. Morreu por volta de 705, e posteriormente, aparece como um santo em um calendário litúrgico do século VIII.

## Vida
Bosa era um nortúmbrio, educado na Abadia de Whitby sob a tutoria de Hilda de Whitby. Posteriormente se juntou ao mosteiro como monge, tornando depois um dos homens instruídos na abadia que se tornaram bispos. Em 678, após Vilfredo ser removido do bispado de Iorque e expulso da Nortúmbria, a diocese de Iorque foi dividida em três. Bosa foi nomeado para a agora muito reduzida diocese de Iorque, que incluía o sub-reino de Deira, graças ao apoio do rei Egfrido da Nortúmbria e de Teodoro de Tarso, o Arcebispo da Cantuária. Bosa foi consagrado em sua catedral em Iorque em 678 por Teodoro, mas Vilfredo declarou que era incapaz de trabalhar com Bosa porque não o considerava membro da Igreja. O episcopado de Bosa durou nove anos, mas com Vilfredo de volta, em 687, foi removido assim como seu antecessor havia sido. Retornou a Iorque em 691, depois que Vilfredo fora novamente expulso. Enquanto bispo, introduziu uma vida comunitária para o clero da catedral e estabeleceu uma liturgia contínua nesta.

## Morte e legado
A data da morte de Bosa é desconhecida; ainda estava vivo em 704, mas deve ter morrido antes de 706, quando seu sucessor foi nomeado. Seu sucessor foi João de Beverley, o bispo de Hexham. O escritor coetâneo Beda elogiou Bosa como um homem de mérito e de santidade, bem como exaltou sua humildade. Bosa também foi responsável pela educação precoce de Aca, mais tarde bispo de Hexham, que cresceu em sua casa. Bosa aparece como um santo num calendário litúrgico de Iorque do século VIII, o único sinal de que foi venerado como santo antes da conquista normanda da Inglaterra. O antiquário inglês do século XVI, John Leland, incluiu-o em sua lista de lugares de descanso de santos na Inglaterra, e cujo local citado era Iorque. O dia de celebração litúrgica de Bosa é 9 de março.